# Вальми (замок)
Вальми (фр. Château de Valmy) — замок в стиле модерн, типичный для Прекрасной эпохи, построенный на холме в коммуне Аржеле-сюр-Ме в департаменте Восточные Пиренеи, регион Окситания, Франция.

## История

### XIX век

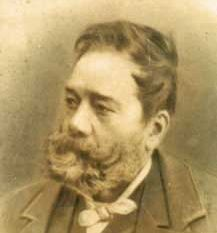
Основатель замка Барду-Жоб, Пьер

Богатый промышленник из Перпиньяна Пьер Барду-Жоб, собственник бренда сигаретной бумаги JOB (созданный его отцом, Жаном Барду) решил для каждого из своих троих сыновей построить роскошную резиденцию в виде дворцово-замкового комплекса. Для подготовки проектов он нанял нанял датского архитектора Вигго Дорф-Петерсена. Этот же архитектор для Жюстена, сына Пьера Барду-Жоба, спроектировал и построил замок д’Обири в стиле необарокко недалеко от города Сере. Для дочери по имени Камилла (умерла в 1934 году), вышедшей замуж за Шарля Дюкупа де Сен-Поля (1841—1909), был построен замок Дюкуп де Сен-Поль (в собственность перешёл согласно завещанию 1934 года) на окраине Перпиньянана.
Строительство замка Вельми началось в 1888 году и продолжалось 12 лет. Основные работы завершились в 1900 году. Но торжественное открытие комплекса произошло только в 1904 году. Эта крупная резиденция в стиле модерн оказалась весьма впечатляющей. Высокие шпили, изящные башенки, длинные и асимметричные окна, эркеры и цветочные медальоны образовали яркий ансамбль. При этом замок оказался одним из первых частных сооружений региона, построенных на основе железобетонного каркаса.

### XX век
Для дочери Жанны добродетельный отец решил возвести замок Вальми в Аржеле-сюр-Мер. Ещё в 1888 году Жанна Барду вышла замуж за Жюля Памса, видного политического деятеля Третьей республики. Этот человек сделал блестящую карьеру. Получив образование юриста, он последовательно избирался президентом Генерального совета Восточных Пиренеев, депутатом, сенатором, министром сельского хозяйства. На вершине карьеры он стал министром внутренних дел в кабинете Жоржа Клемансо (1917—1920). В 1913 году Жюль Памс был главным конкурентом Раймона Пуанкаре в борьбе за пост президента республики. Но проиграл выборы.
В 1930 году Жюль Памс скончался. Его вторая жена, госпожа Хольтцер, стала главной наследницей состояния семьи Памс и значительной части состояния семьи Барду. Эта женщина приняла решение продать комплекс Шато де Вальми. Покупателем  оказался Виктору Пейсу, владелец виноградников из Миляса. 
Новый собственник расширил территории виноградников вокруг замка. Благодаря его усилиям местные винодельческое хозяйство обрели такие бренды, как Valmy и Valmya. Эти высококачественные вина быстро стали очень популярны. 
Потомки рода Памс до сих пор являются владельцами замка Вальми. 

### XXI век
Со временем виноградники пришли в упадок. Без должного ухода многие деревья умерли или перестали плодоносить. В XXI веке младшие представители рода Памс решили возродить винодельческое хозяйство. Общая площадь поместья была достаточно внушительной и достигала в 1990-х годах 24 гектаров. В итоге удалось создать целый кластер для любителей настоящего винного туризма. В замке были подготовлены для приёма гостей пять номеров и ресторан. С веранды замка открывается уникальный панорамный вид от Альбера до Средиземного моря.

## Современное состояние
Замок остаётся в частной собственности. На территории прилегающей к комплексу каждый год в июле проходит музыкальный фестиваль «Les Déferlantes».

## Галерея

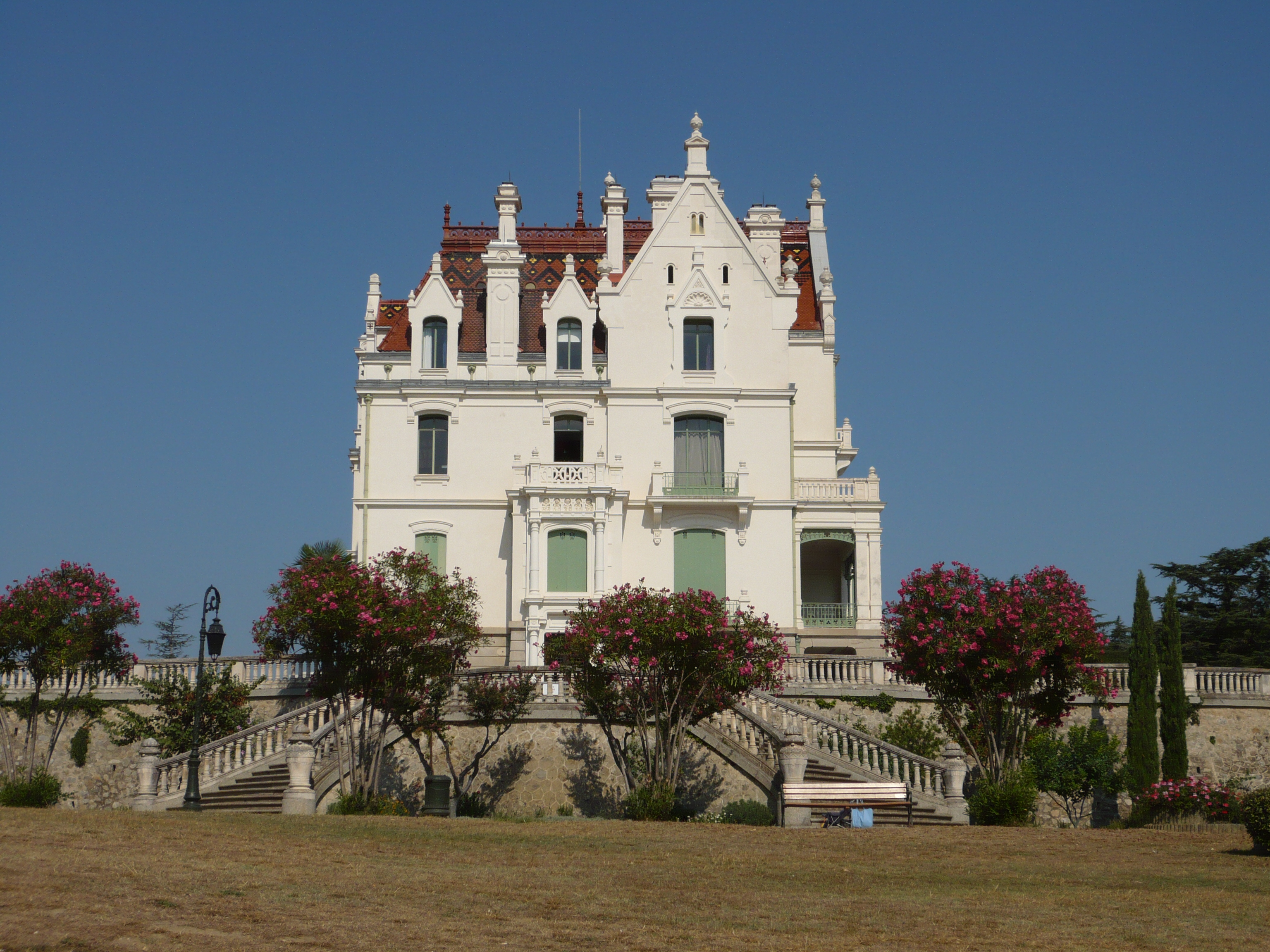
Фасад замка с юго-восточной стороны
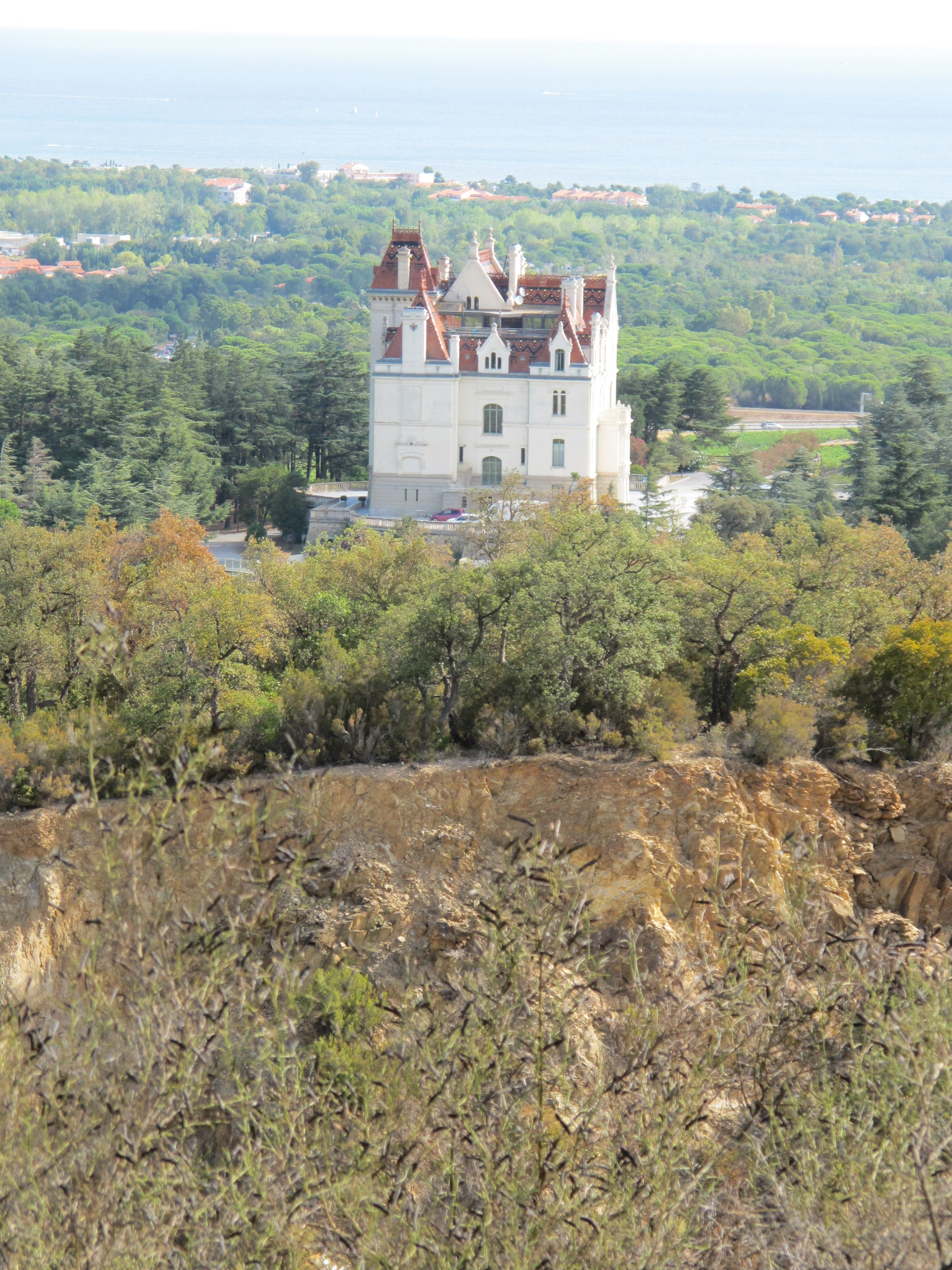
Замок с высоты соседнего холма
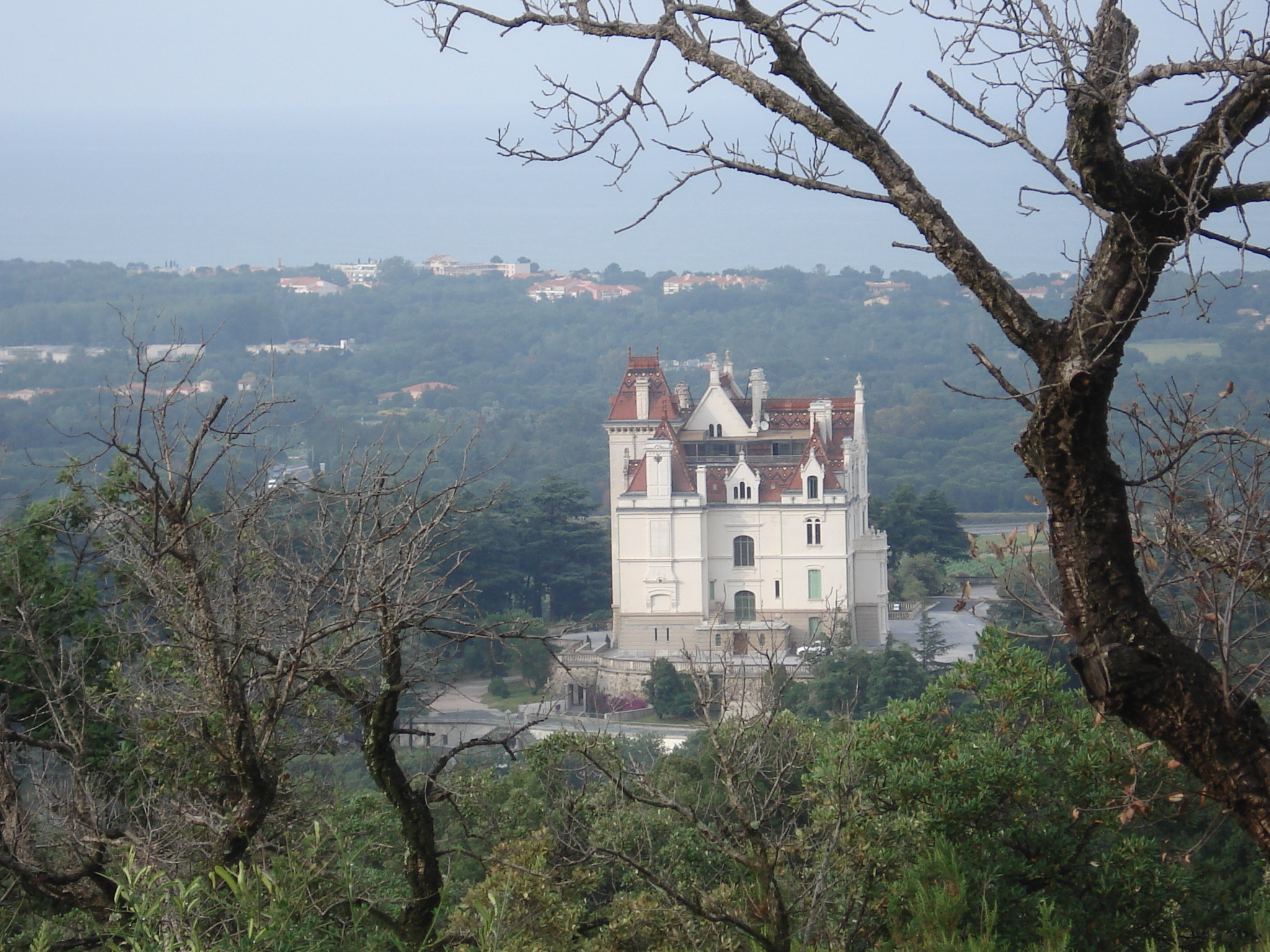
Общий вид замка
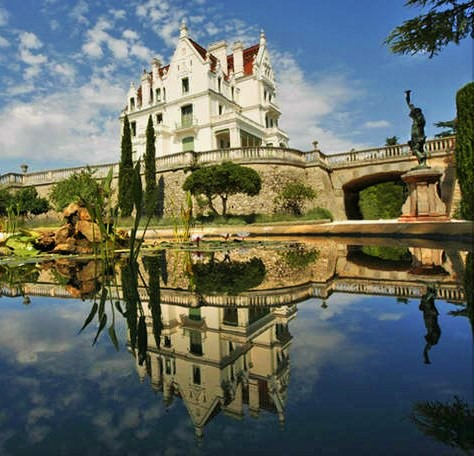
Вид замка с северо-восточной стороны
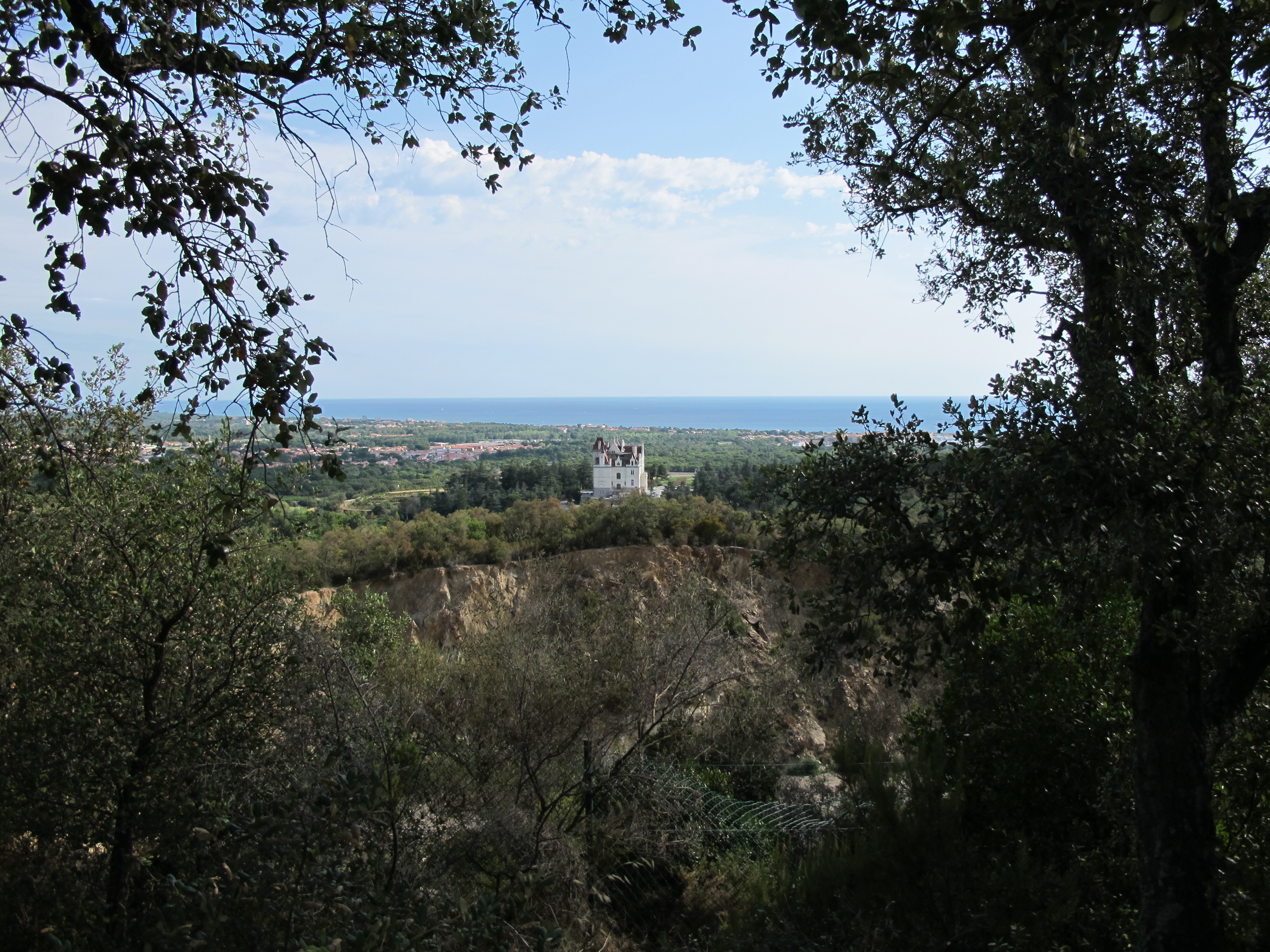
Замок на фоне окрестных гор и долин